# Taux d'expansion (cosmologie)
Pour les articles homonymes, voir Taux d'expansion.
En cosmologie, le terme de taux d'expansion se réfère au taux auquel se produit l'expansion de l'Univers à une époque donnée. La valeur actuelle du taux d'expansion de l'univers est appelée constante de Hubble en l'honneur de l'astronome américain Edwin Hubble qui l'a mis en évidence à la fin des années 1920.

## Définition et contexte
L'expansion de l'univers est le phénomène selon lequel les objets astrophysiques distants sont amenés à s'éloigner les uns des autres. Ce phénomène ne se produit pas aux petites échelles (par exemple dans le Système solaire ou plus généralement dans une galaxie) car l'on a alors affaire à des objets en interaction gravitationnelle. Par contre, à plus grande échelle, les interactions gravitationnelles entre objets diminuent, et ceux-ci évoluent approximativement indépendamment les uns des autres, selon un mouvement apparent qui tend à les éloigner les uns des autres, c'est-à-dire que depuis une galaxie donnée, les autres galaxies sont vues animées d'une vitesse de récession apparente qui augmente avec la distance. L'analyse de ces vitesses, initialement réalisée par Edwin Hubble à la fin des années 1920 et probablement Georges Lemaître peu avant révèle que la vitesse de récession apparente des galaxies est proportionnelle à la distance. La constante de proportionnalité entre vitesse et distance des galaxies correspond au taux d'expansion de l'univers.

## Importance en cosmologie
La relativité générale explique que le taux d'expansion de l'univers est relié à la géométrie de l'univers (sa courbure spatiale) et à son contenu matériel (plus précisément sa densité d'énergie totale) à un instant donné par une relation appelée équations de Friedmann. Ces équations prédisent de plus comment le taux d'expansion évolue au cours du temps selon les propriétés de la matière emplissant l'univers. Ainsi, la connaissance simultanée de deux quantités parmi trois (le taux d'expansion de l'univers, densité d'énergie totale et courbure spatiale) permet de déduire la troisième.
De plus, si l'on arrive à mesurer l'évolution temporelle du taux d'expansion, on peut déterminer si les galaxies lointaines accélèrent ou décélèrent au cours du temps. En effet, la mesure de la dérivée temporelle du taux d'expansion est reliée à l'accélération (ou la décélération) subie par une galaxie selon la formule
{\displaystyle {\frac {{\rm {d}}H}{{\rm {d}}t}}={\frac {1}{D}}{\frac {{\rm {d}}^{2}D}{{\rm {d}}t^{2}}}-\left({\frac {{\rm {d}}D}{{\rm {d}}t}}{\frac {1}{D}}\right)^{2}},
soit
{\displaystyle {\frac {{\rm {d}}H}{{\rm {d}}t}}+H^{2}={\frac {1}{D}}{\frac {{\rm {d}}^{2}D}{{\rm {d}}t^{2}}}}.

## Données numériques
Depuis 2000 et l'expérience BOOMERanG, et de façon plus convaincante depuis 2003 et la mission spatiale WMAP, la courbure spatiale de l'univers semble très petite. Ainsi, le taux d'expansion actuel H est-il relié à la densité d'énergie actuelle ρ par la relation simple
{\displaystyle H^{2}={\frac {8\pi G}{3c^{2}}}\rho }.
Un ensemble de mesures plus ou moins directes permet de contraindre le taux d'expansion actuel aux alentours de la valeur de
{\displaystyle H\sim 75\;{\rm {km}}\;{\rm {s}}^{-1}\;{\rm {Mpc}}^{-1}} avec Mpc = Mégaparsec.